# III Liceum Ogólnokształcące im. Stanisława Hojnowskiego (Tomaszów Mazowiecki)
III LO im. płk. S. Hojnowskiego – szkoła ponadgimnazjalna  w Tomaszowie Mazowieckim. Wchodzi w skład Zespołu Szkół Ponadpodstawowych nr 8.

## Historia
W budynku zajmowanym od 2006 roku przez liceum znajdowały się:
- Zespół Szkół Ponadgimnazjalnych nr 7 w Tomaszowie Mazowieckim (2002–2005)
- Zespół Szkół Ponadpodstawowych nr 1 w Tomaszowie Mazowieckim (od 1991)
- Zespół Szkół Przyzakładowych Zakładów Włókien Chemicznych „Wistom” w skład, którego wchodziły: Zasadnicza Szkoła Zawodowa Przyzakładowa i resortowe Technikum Chemiczne oraz Technikum Mechaniczne(do 1991). W budynku szkoły przy ulicy Nadrzecznej odbywały się zajęcia teoretyczne, zaś warsztaty szkolne i pracownie chemiczne mieściły się na terenie ZWCh „Wistom”.
- Od 1959: Przyzakładowa Szkoła Zawodowa Zakładów Włókien Chemicznych „Wistom”; specjalności: ślusarz remontu urządzeń przemysłowych, elektromechanik.
- Od 2015 : Zespół Szkół Ponadgimnazjalnych nr 8; Technikum nr 6; specjalności: technik architektury krajobrazu, technik budownictwa, technik systemów i energetyki odnawialnej, technik urządzeń sanitarnych[3]

## Znani uczniowie i absolwenci
- Karolina Bosiek – łyżwiarka, zawodniczka KS Pilica Tomaszów Mazowiecki, najmłodsza olimpijka w Pjongczang 2018[4][5]
- Katarzyna Łaska – aktorka musicalowa[6]
- Mirosław Kukliński – prezydent Tomaszowa, starosta Powiatu Tomaszowskiego, poseł na Sejm RP[7][8][9]
- Bartosz Porczyk – aktor
- Grzegorz Bociek – siatkarz